# Greg Hastings' Tournament Paintball
Greg Hastings' Tournament Paintball est un jeu vidéo de sport et de tir à la première personne développé par The Whole Experience et édité par Activision, sorti en 2004 sur Xbox.
Il a pour suite Greg Hastings Tournament Paintball MAX'D.

## Accueil
- GameSpot : 7,4/10[1]